# Distrikt San Pedro de Larcay
Der Distrikt San Pedro de Larcay liegt in der Provinz Sucre in der Region Ayacucho in Südzentral-Peru. Der Distrikt wurde am 8. Juli 1964 gegründet. Er besitzt eine Fläche von 314 km². Beim Zensus 2017 wurden 844 Einwohner gezählt. Im Jahr 1993 lag die Einwohnerzahl bei 785, im Jahr 2007 bei 970. Sitz der Distriktverwaltung ist die 3376 m hoch gelegene Ortschaft San Pedro de Larcay mit 453 Einwohnern (Stand 2017). San Pedro de Larcay liegt 33 km südöstlich der Provinzhauptstadt Querobamba.

## Geographische Lage
Der Distrikt San Pedro de Larcay liegt im Andenhochland im Südosten der Provinz Sucre. Der Río Chicha (auch Río Soras) fließt entlang der nordöstlichen Distriktgrenze nach Norden. Das Areal wird über den Río Larcay zum Río Chicha hin entwässert.
Der Distrikt San Pedro de Larcay grenzt im Südwesten an den Distrikt Chipao (Provinz Lucanas), im Westen und im Nordwesten an den Distrikt Soras sowie im Osten an den Distrikt Pampachiri (Provinz Andahuaylas).

## Ortschaften
Im Distrikt gibt es neben dem Hauptort folgende größere Ortschaften:
- Chicha (201 Einwohner)